# نیمی‌تیبل
نیمی‌تیبل (به انگلیسی: Nimmitabel) یک شهرک در استرالیا است که در نیو ساوت ولز واقع شده‌است.